# 八田謹二郎
八田 謹二郎（はった きんじろう、1853年（嘉永6年9月） - 1928年（昭和3年）6月22日）は、明治時代の政治家、銀行家、林業家。衆議院議員（2期）。

## 経歴
安芸広島藩領佐伯郡玖島村（広島県佐伯郡佐伯町を経て現廿日市市）で、酒醤油醸造業・先代新七の長男として生まれる。漢学を修め、広島県下の多額納税者に列した。広島県農工銀行監査役、同頭取、八田貯蓄銀行頭取などを歴任した。1890年（明治23年）7月の第1回衆議院議員総選挙では広島県第2区から無所属で出馬し当選。つづく第2回選挙でも当選した。在任中は中央交渉会に属した。
林業家としては、1万余町に数万株の諸苗を増植、灌漑に努めるなど郷里の農林業に貢献し、その功を賞して1900年（明治33年）緑綬褒章を下賜された。

## 栄典
勲章等
- 1900年（明治33年）12月28日 - 緑綬褒章[4]